# 小行星4431
小行星4431（英語：4431 Holeungholee）是一颗围绕太阳公转的小行星。1978年11月28日，紫金山天文台在南京发现了此天体。
这颗小行星的绝对星等为218.4305912354004等。